# Хрест Пошани Збройних сил
Хрест Пошани Збройних сил — відомча нагорода збройних сил Королівства Норвегія.

## Історія
Хрест Пошани Збройних сил був заснований королівським указом від 30 січня 2012 року за пропозицією командувача збройних сил Норвегії. Хрест був заснований за аналогією з раніше встановленими Хрестами Пошани Поліції і Цивільної оборони.
Першим нагородженим Хрестом Пошани 24 квітня 2012 року став Гуннар Сенстебю — ветеран Другої світової війни, єдиний володар Норвезького Військового хреста з трьома мечами.

## Положення
Хрест Пошани Збройних сил присвоюється міністром оборони за різного роду відзнаки
в Збройних силах. Зокрема, підставою до нагородження може бути демонстрація кандидатом особистої майстерності і зазначених відмінностей щодо захисту суспільства. Крім того, Хрест Пошани вручається в якості нагороди за академічні знання і особисті якості, які лягли в основу критеріїв оцінки інших дій, або стали зразком для наслідування. Хрест Пошани може бути вручений за діяння, за які в силу своїх статутів не можуть бути вручені інші нагороди.
Хрест Пошани Збройних сил вручається як норвежцям, так і іноземним громадянам.

## Опис
Срібний мальтійський хрест білої емалі з бортиком, що накладений на вінок. Вінок складається з двох оливкових гілок. У центрі хреста позолочена емблема Збройних сил Норвегії в кольорових емалях: гербовий коронований щит, який накладений на два схрещених мечі вістрями вгору.
Реверс хреста матований з гравіюванням імені одержувача.
 Стрічка хреста червоного кольору з двома білими смужками по боках.